# Aulonocranus dewindti
Aulonocranus dewindti és una espècie de peix de la família dels cíclids i de l'ordre dels perciformes.

## Morfologia
- Els mascles poden assolir 14 cm de longitud total.[3][4]

## Hàbitat
Viu en zones de clima tropical entre 24 °C - 26 °C de temperatura.

## Distribució geogràfica
Es troba a Àfrica: llac Tanganyika i rius Lukuga i Rusisi.